# Balladynopsis ebbelsii
Balladynopsis ebbelsii är en svampart som beskrevs av Sivan. 1981. Balladynopsis ebbelsii ingår i släktet Balladynopsis och familjen Parodiopsidaceae.   Inga underarter finns listade i Catalogue of Life.